# Купело (Пескара)
Купело (итал. Cuppello) је насеље у Италији у округу Пескара, региону Абруцо.
Према процени из 2011. у насељу је живело 30 становника. Насеље се налази на надморској висини од 110 м.